# Бутырьки
Бутырьки — деревня в Плюсском районе Псковской области. Входит в сельское поселение Плюсская волость.

## География
Деревня расположена на правом берегу реки Плюсса, в 4 км к югу от районного центра — посёлка Плюсса.

## Население
Численность населения деревни по оценке на конец 2000 года составляла 28 жителей, по переписи 2002 года — 14 человек.